# Фил Бојд
Фил Бојд (енгл. Phil Boyd; Торонто, 5. јун 1878 — Торонто, 16. новембар 1967) је бивши канадски веслач, освајач сребрне медаље на Летњим олимпијским играма 1904. у Сент Луису.
Био је члан веслачког клуба Аргонаут из Торонта.
На играма 1904. Бојд је учествовао само у такмичењима осмераца. Био је пети веслач у посади. Његова екипа је на стази дугој 1,5 миљу (2.414 м) заузела друго место, за 3 дужине чамца иза победника осмерца из САД.
Фил Бојд је учествовао и на Олимпијским играма 1912. у Стокхолму, такође у трци осмераца. Био је најстарији веслач у посади. Нису прошли први круг, јер су заузели девето место.